# Dipartimento di Atar
Il dipartimento di Atar è un dipartimento (moughataa) della regione di Adrar in Mauritania con capoluogo Atar.
Il dipartimento comprende 4 comuni:
- Atar
- Ain Ehel Taya
- Tawaz
- Choum